# Rafał Marceli Blüth
Rafał Marceli Blüth (ur. 19 sierpnia 1891 w Warszawie, zm. 13 listopada 1939 w Natolinie) – polski rusycysta, krytyk literacki, historyk literatury i sowietolog.

## Życiorys
Był synem Kelmana Blütha i Estery z Lindenfeldów. Uczył się w Szkole Handlowej Zgromadzenia Kupców miasta Warszawy, jednak w 1905 r. został relegowany za udział w strajku szkolnym. Naukę ukończył w 1910 r. W latach 1911–1914 studiował chemię na Politechnice Lwowskiej, a od 1915 do 1921 roku polonistykę na Uniwersytecie Warszawskim. W latach 1918–1921 odbył służbę wojskową w Wydziale Prasowym Sztabu Generalnego. W roku 1921 przeszedł z judaizmu na katolicyzm.
Od 1934 roku publicysta w czasopiśmie katolickim „Verbum”. Był związany ze  środowiskiem ks. Władysława Korniłowicza, które działało od 1917 roku najpierw w Warszawie, a następnie na terenie ośrodka dla niewidomych w Laskach. Prowadził studia o Adamie Mickiewiczu, literaturze rosyjskiej i Josephie Conradzie.  W roku 1933 uzyskał na Uniwersytecie Jagiellońskim doktorat z filozofii. 
Jako jeden z pierwszych polskich autorów pisał artykuły o pokazowych procesach moskiewskich.
Został zamordowany przez Niemców na początku okupacji w listopadzie 1939 roku w podwarszawskim Natolinie. 

## Życie prywatne
Był mężem Elidy Marii Szaroty (1904–1994). Jest ojcem urodzonego po jego rozstrzelaniu Tomasza Szaroty.

## Publikacje
- Mickiewicz wobec ruchu literackiego w Rosji w okresie 1826-29. „Pamiętnik Literacki” 1925/26 nr 22/23.
- Dwie rodziny kresowe. Ateneum 1939.
- Pisma literackie, oprac. Piotr Nowaczyński, Wydawnictwo Znak, Kraków 1987. Z prac Zakładu Badań nad Literaturą Religijną KUL, Str. 367. Kalendarium, bibliografia, źródła, indeks osób. Szkice o rosyjskim i drezdeńskim okresie życia i twórczości Mickiewicza, twórczości Conrada oraz XIX i XX-wiecznej literaturze rosyjskiej. ISBN 83-70060-34-X.
- „Histoire d'une «désertion». Joseph Conrad Korzeniowski, Polonais et Anglais”, Commentaire, 16(64), hiver 1993, p. 800-07.
- Alea iacta est – Drugi proces moskiewski. Warszawa 1937.
- Chrześcijański Prometeusz – wpływ Boehmego na koncepcję 3 części Dziadów. Warszawa 1929.
- Konstantynopolitańska katastrofa. Warszawa 1932.
- O tragicznej decyzji krakowskiego Konrada Korzeniowskiego. Warszawa 1936.
- „Prometeusz chrześcijański” – rzymski zawiązek drezdeńskiego arcytworu Adama Mickiewicza. Warszawa 1936.
- Renowacja rodziny w Z.S.R.R. Warszawa 1936.
- „Likwidacja leninowskiej elity” oraz inne pisma sowietologiczne, oprac. Marek Kornat, Więź 2016, ISBN 978-83-62610-96-9